# Grande Prêmio Científico Louis D.
Grande Prêmio Científico Louis D. (em francês:  Grand Prix Scientifique Louis D.) é um prêmio científico estabelecido pelo Institut de France em 1999. Concedido a primeira vez em 2000, é dotado com 450 mil euros.

## Recipientes
- 2000 Rede de Institutos Pasteur e institutos associados pela luta contra a tuberculose e o impaludismo
- 2001 Margaret Pericak-Vance
- 2002 Harmut Wekerle
- 2003 Denils Le Bihan e Stanislas Dehaene
- 2004 Jean-Claude Duplessy
- 2005 David Bartel e Ronald Plasterk
- 2006 Jean-Louis Martin e Manuel Joffre
- 2007 Albert Osterhaus e John Skehel
- 2008 Yves Frégnac
- 2009 Hervé Vaucheret e Olivier Voinnet
- 2010 Frank Dimroth
- 2011 Geneviève Almouzni e Philip Avner
- 2012 Philippe Bouyer e Christophe Salomon
- 2013 Thibault Cantat
- 2014 François Bouchet
- 2015 Chris Bowler e Didier Raoult
- 2016 François Labourie e Marcelo Viana